# Sokuten-Klasse (1938)
Die Sokuten-Klasse (japanisch 測天型敷設艇 Sokuten-gata Fusetsutei) war eine Klasse von 15 Minenlegern der Kaiserlich Japanischen Marine, die im Zweiten Weltkrieg zum Einsatz kamen.

## Geschichte
Die Boote der späteren Sokuten-Klasse wurden entwickelt, um die Hilfsminenleger der gleichnamigen Klasse von 1911 im Flottendienst zu ersetzen.

### Bau
Im Rahmen des 3. Kreis-Bauprogramms (Maru 3 Keikaku) von 1937 wurden fünf Einheiten mit den Baunummern 57 bis 61 geordert. Diese wurde bei zwei Privatwerften zwischen April 1938 und Dezember 1939 auf Kiel gelegt und bis Oktober 1940 in Dienst gestellt. Weitere zehn Einheiten mit den Baunummern 170 bis 179 wurden im Rahmen des 4. Kreis-Bauprogramms (Maru 4 Keikaku) geordert. Wovon neun zwischen Dezember 1940 und Juli 1943 in Dienst gestellt wurden. Eine Einheit aus dem zweiten Baulos (Baunummer 179) wurde bereits im Jahr 1942 storniert. In Vorbereitung auf den erwarteten Krieg wurden im August 1941 im Rahmen des Schnellbauprogramms (Maru Kyū Keikaku) weitere vierzehn Einheiten, mit den Baunummern 460 bis 473 geordert. Von diesen wurde nur das Boot mit der Baunummer 460 begonnen und in Dienst gestellt. Die anderen dreizehn Einheiten und weitere zwölf Einheiten aus dem erweiterten 5. Kreis-Bauprogramms (Kai-Maru 3 Keikaku), Baunummern 5421 bis 5432, wurden im August bzw. Mai 1944 storniert.
Die Sokuten-Klasse kann in drei Varianten bzw. Untergruppen unterteilt werden, die in Abfolge gebaut wurden. Die erste Variante, welche auch dem Basisentwurf mit der Bezeichnung H11 entspricht, umfasste die ersten fünf Einheiten. Die zweite Variante, mit einer veränderten Bewaffnung, auch als Hirashima-Klasse bezeichnet bzw. mit der Entwurfsbezeichnung H11B, umfasste die nachfolgenden neun Boote. Die letzte Variante, mit der Entwurfsbezeichnung H13 auch als Ajiro-Klasse  bezeichnet, umfasste das letzte auf Kiel gelegte Boot.

## Liste der Schiffe
| Bau-Nr.            | Name              | Bauwerft                                 | Kiellegung                               | Stapellauf                               | Indienststellung                         | Verbleib |
| Maru 3 Keikaku     | Maru 3 Keikaku    | Maru 3 Keikaku                           | Maru 3 Keikaku                           | Maru 3 Keikaku                           | Maru 3 Keikaku                           | Maru 3 Keikaku |
| ------------------ | ----------------- | ---------------------------------------- | ---------------------------------------- | ---------------------------------------- | ---------------------------------------- | --- |
| 57                 | Sokuten (測天)    | Mitsubishi, Yokohama                     | 24. Juni 1937                            | 27. April 1938                           | 28. Dezember 1938                        | versenkt am 25. Juli 1944 durch Luftangriff, bei Palau |
| 58                 | Shirakami (白神)  | Ishikawajima Zōsen, Tokio                | 3. September 1937                        | 25. Juni 1938                            | 25. April 1939                           | gesunken am 3. März 1944 nach Kollision mit Truppentransporter des Heeres bei der Insel Urup                                                              |
| 59                 | Naryū (成生)      | Mitsubishi, Yokohama                     | 24. März 1939                            | 28. August 1939                          | 20. Juni 1940                            | versenkt am 16. Februar 1945 durch amerik. U-Boot Sennet, bei der Kii-Halbinsel                                                                           |
| 60                 | Kyosai (巨済)     | Ishikawajima Zōsen, Tokio                | 22. Juni 1938                            | 29. Juni 1939                            | 27. Dezember 1939                        | Außerdienststellung am 5. September 1945, Kriegsbeute Vereinigtes Königreich am 20. November 1947, ab 31. März 1948 abgebrochen                           |
| 61                 | Ukishima (浮島)   | Ishikawajima Zōsen, Tokio                | 28. Juli 1939                            | 9. Dezember 1939                         | 31. Oktober 1940                         | versenkt am 16. November 1944 durch U-Boot, bei Hatsushima                                                                                                |
| Maru 4 Keikaku     |                   |                                          |                                          |                                          |                                          | |
| 170                | Hirashima (平島)  | Mitsubishi, Yokohama                     | 6. September 1939                        | 6. Juli 1940                             | 24. Dezember 1940                        | versenkt am 27. Juli 1943 durch amerik. U-Boot USS Sawfish, westlich der Gotō-Inseln                                                                      |
| 171                | Hōko (澎湖)       | Tama Zōsen, Tamano                       | 7. November 1940                         | 8. September 1941                        | 20. Dezember 1941                        | versenkt am 28. September 1943 bei Luftangriff, bei Insel Buka                                                                                            |
| 172                | Ishizaki (石埼)   | Mitsubishi, Yokohama                     | 10. März 1941                            | 13. August 1941                          | 28. Februar 1942                         | Außerdienststellung am 30. November 1945, Kriegsbeute Vereinigte Staaten am 1. Oktober 1947, versenkt als Zielschiff am 16. Oktober 1947                  |
| 173                | Takashima (鷹島)  | Nihon Kōkan, Tsurumi                     | 11. Dezember 1940                        | 18. Oktober 1941                         | 25. März 1942                            | versenkt am 10. Oktober 1944 durch Luftangriff, vor Okinawa Hontō                                                                                         |
| 174                | Saishū (済州)     | Osaka-Eisenwerke, Sakurajima             | 15. Januar 1941                          | 15. November 1941                        | 25. April 1942                           | Außerdienststellung am 22. Oktober 1945, Kriegsbeute Republik China am 3. Oktober 1947, Umbenannt in Yungtsin (PF-75), Außerdienststellung am 1. Mai 1960 |
| 175                | Niizaki (新井埼)  | Tama Zōsen, Tamano                       | 12. Juli 1941                            | 2. März 1942                             | 31. August 1942                          | am 4. Oktober 1945 bei Muroran auf eine Seemine gelaufen und am Folgetag außer Dienst gestellt, ab 1947 abgebrochen                                       |
| 176                | Yurijima (由利島) | Nihon Kōkan, Tsurumi                     | 31. Oktober 1941                         | 4. Juni 1942                             | 25. November 1942                        | versenkt am 14. Januar 1945 durch amerik. U-Boot USS Cobia, bei Kota Bharu                                                                                |
| 177                | Nuwajima (怒和島) | Osaka-Eisenwerke, Sakurajima             | 26. November 1941                        | 31. Juli 1942                            | 15. November 1942                        | schwer beschädigt am 30. April 1945 durch Luftangriff, später in flachem Wasser gesunken und ab 1. September 1948 gehoben und abgebrochen                 |
| 178                | Maeshima (前島)   | Nihon Kōkan, Tsurumi                     | 20. Juli 1942                            | 18. April 1943                           | 31. Juli 1943                            | versenkt am 21. Oktober 1944 durch Luftangriff, vor Laoag                                                                                                 |
| 179                | Moroshima (諸島)  | Hitachi Zōsen, Innoshima                 | Bauauftrag storniert 1942                | Bauauftrag storniert 1942                | Bauauftrag storniert 1942                | Bauauftrag storniert 1942 |
| Maru Kyū Keikaku   |                   |                                          |                                          |                                          |                                          | |
| 460                | Ajiro (網代)      | Hitachi Zōsen, Innoshima                 | 6. September 1943                        | 8. April 1944                            | 31. Juli 1944                            | versenkt am 1. Oktober 1944 durch amerik. U-Boot USS Snapper, nordwestlich der Insel Chichi-jima                                                          |
| 461                | Futtsu (富津)     | Bauaufträge storniert am 11. August 1944 | Bauaufträge storniert am 11. August 1944 | Bauaufträge storniert am 11. August 1944 | Bauaufträge storniert am 11. August 1944 | Bauaufträge storniert am 11. August 1944 |
| 462                | Hamizaki (波見埼) | Bauaufträge storniert am 11. August 1944 | Bauaufträge storniert am 11. August 1944 | Bauaufträge storniert am 11. August 1944 | Bauaufträge storniert am 11. August 1944 | Bauaufträge storniert am 11. August 1944 |
| 463                | Hikoshima (彦島)  | Bauaufträge storniert am 11. August 1944 | Bauaufträge storniert am 11. August 1944 | Bauaufträge storniert am 11. August 1944 | Bauaufträge storniert am 11. August 1944 | Bauaufträge storniert am 11. August 1944 |
| 464                | Himeshima (姫島)  | Bauaufträge storniert am 11. August 1944 | Bauaufträge storniert am 11. August 1944 | Bauaufträge storniert am 11. August 1944 | Bauaufträge storniert am 11. August 1944 | Bauaufträge storniert am 11. August 1944 |
| 465                | Kamishima (神島)  | Bauaufträge storniert am 11. August 1944 | Bauaufträge storniert am 11. August 1944 | Bauaufträge storniert am 11. August 1944 | Bauaufträge storniert am 11. August 1944 | Bauaufträge storniert am 11. August 1944 |
| 466                | Kyobun (巨文)     | Bauaufträge storniert am 11. August 1944 | Bauaufträge storniert am 11. August 1944 | Bauaufträge storniert am 11. August 1944 | Bauaufträge storniert am 11. August 1944 | Bauaufträge storniert am 11. August 1944 |
| 467                | Musō (無双)       | Bauaufträge storniert am 11. August 1944 | Bauaufträge storniert am 11. August 1944 | Bauaufträge storniert am 11. August 1944 | Bauaufträge storniert am 11. August 1944 | Bauaufträge storniert am 11. August 1944 |
| 468                | Niijima (新島)    | Bauaufträge storniert am 11. August 1944 | Bauaufträge storniert am 11. August 1944 | Bauaufträge storniert am 11. August 1944 | Bauaufträge storniert am 11. August 1944 | Bauaufträge storniert am 11. August 1944 |
| 469                | Shinoshima (篠島) | Bauaufträge storniert am 11. August 1944 | Bauaufträge storniert am 11. August 1944 | Bauaufträge storniert am 11. August 1944 | Bauaufträge storniert am 11. August 1944 | Bauaufträge storniert am 11. August 1944 |
| 470                | Sugashima (菅島)  | Bauaufträge storniert am 11. August 1944 | Bauaufträge storniert am 11. August 1944 | Bauaufträge storniert am 11. August 1944 | Bauaufträge storniert am 11. August 1944 | Bauaufträge storniert am 11. August 1944 |
| 471                | Tateshima (立島)  | Bauaufträge storniert am 11. August 1944 | Bauaufträge storniert am 11. August 1944 | Bauaufträge storniert am 11. August 1944 | Bauaufträge storniert am 11. August 1944 | Bauaufträge storniert am 11. August 1944 |
| 472                | Terajima (寺島)   | Bauaufträge storniert am 11. August 1944 | Bauaufträge storniert am 11. August 1944 | Bauaufträge storniert am 11. August 1944 | Bauaufträge storniert am 11. August 1944 | Bauaufträge storniert am 11. August 1944 |
| 473                | Torai (虎井)      | Bauaufträge storniert am 11. August 1944 | Bauaufträge storniert am 11. August 1944 | Bauaufträge storniert am 11. August 1944 | Bauaufträge storniert am 11. August 1944 | Bauaufträge storniert am 11. August 1944 |
| Kai-Maru 5 Keikaku |                   |                                          |                                          |                                          |                                          | |
| 5421               | Arashima (荒島)   | Bauaufträge storniert am 5. Mai 1944     | Bauaufträge storniert am 5. Mai 1944     | Bauaufträge storniert am 5. Mai 1944     | Bauaufträge storniert am 5. Mai 1944     | Bauaufträge storniert am 5. Mai 1944 |
| 5422               | Awashima (粟島)   | Bauaufträge storniert am 5. Mai 1944     | Bauaufträge storniert am 5. Mai 1944     | Bauaufträge storniert am 5. Mai 1944     | Bauaufträge storniert am 5. Mai 1944     | Bauaufträge storniert am 5. Mai 1944 |
| 5423               | Hayashima (早島)  | Bauaufträge storniert am 5. Mai 1944     | Bauaufträge storniert am 5. Mai 1944     | Bauaufträge storniert am 5. Mai 1944     | Bauaufträge storniert am 5. Mai 1944     | Bauaufträge storniert am 5. Mai 1944 |
| 5424               | Hosojima (細島)   | Bauaufträge storniert am 5. Mai 1944     | Bauaufträge storniert am 5. Mai 1944     | Bauaufträge storniert am 5. Mai 1944     | Bauaufträge storniert am 5. Mai 1944     | Bauaufträge storniert am 5. Mai 1944 |
| 5425               | Kurushima (来島)  | Bauaufträge storniert am 5. Mai 1944     | Bauaufträge storniert am 5. Mai 1944     | Bauaufträge storniert am 5. Mai 1944     | Bauaufträge storniert am 5. Mai 1944     | Bauaufträge storniert am 5. Mai 1944 |
| 5426               | Makishima (牧島)  | Bauaufträge storniert am 5. Mai 1944     | Bauaufträge storniert am 5. Mai 1944     | Bauaufträge storniert am 5. Mai 1944     | Bauaufträge storniert am 5. Mai 1944     | Bauaufträge storniert am 5. Mai 1944 |
| 5427               | Michishima (満島) | Bauaufträge storniert am 5. Mai 1944     | Bauaufträge storniert am 5. Mai 1944     | Bauaufträge storniert am 5. Mai 1944     | Bauaufträge storniert am 5. Mai 1944     | Bauaufträge storniert am 5. Mai 1944 |
| 5428               | Mishima (見島)    | Bauaufträge storniert am 5. Mai 1944     | Bauaufträge storniert am 5. Mai 1944     | Bauaufträge storniert am 5. Mai 1944     | Bauaufträge storniert am 5. Mai 1944     | Bauaufträge storniert am 5. Mai 1944 |
| 5429               | Ōshima (大島)     | Bauaufträge storniert am 5. Mai 1944     | Bauaufträge storniert am 5. Mai 1944     | Bauaufträge storniert am 5. Mai 1944     | Bauaufträge storniert am 5. Mai 1944     | Bauaufträge storniert am 5. Mai 1944 |
| 5430               | Toshima (利島)    | Bauaufträge storniert am 5. Mai 1944     | Bauaufträge storniert am 5. Mai 1944     | Bauaufträge storniert am 5. Mai 1944     | Bauaufträge storniert am 5. Mai 1944     | Bauaufträge storniert am 5. Mai 1944 |
| 5431               | Tobishima (飛島)  | Bauaufträge storniert am 5. Mai 1944     | Bauaufträge storniert am 5. Mai 1944     | Bauaufträge storniert am 5. Mai 1944     | Bauaufträge storniert am 5. Mai 1944     | Bauaufträge storniert am 5. Mai 1944 |
| 5432               | Tsunoshima (角島) | Bauaufträge storniert am 5. Mai 1944     | Bauaufträge storniert am 5. Mai 1944     | Bauaufträge storniert am 5. Mai 1944     | Bauaufträge storniert am 5. Mai 1944     | Bauaufträge storniert am 5. Mai 1944 |

## Technische Beschreibung

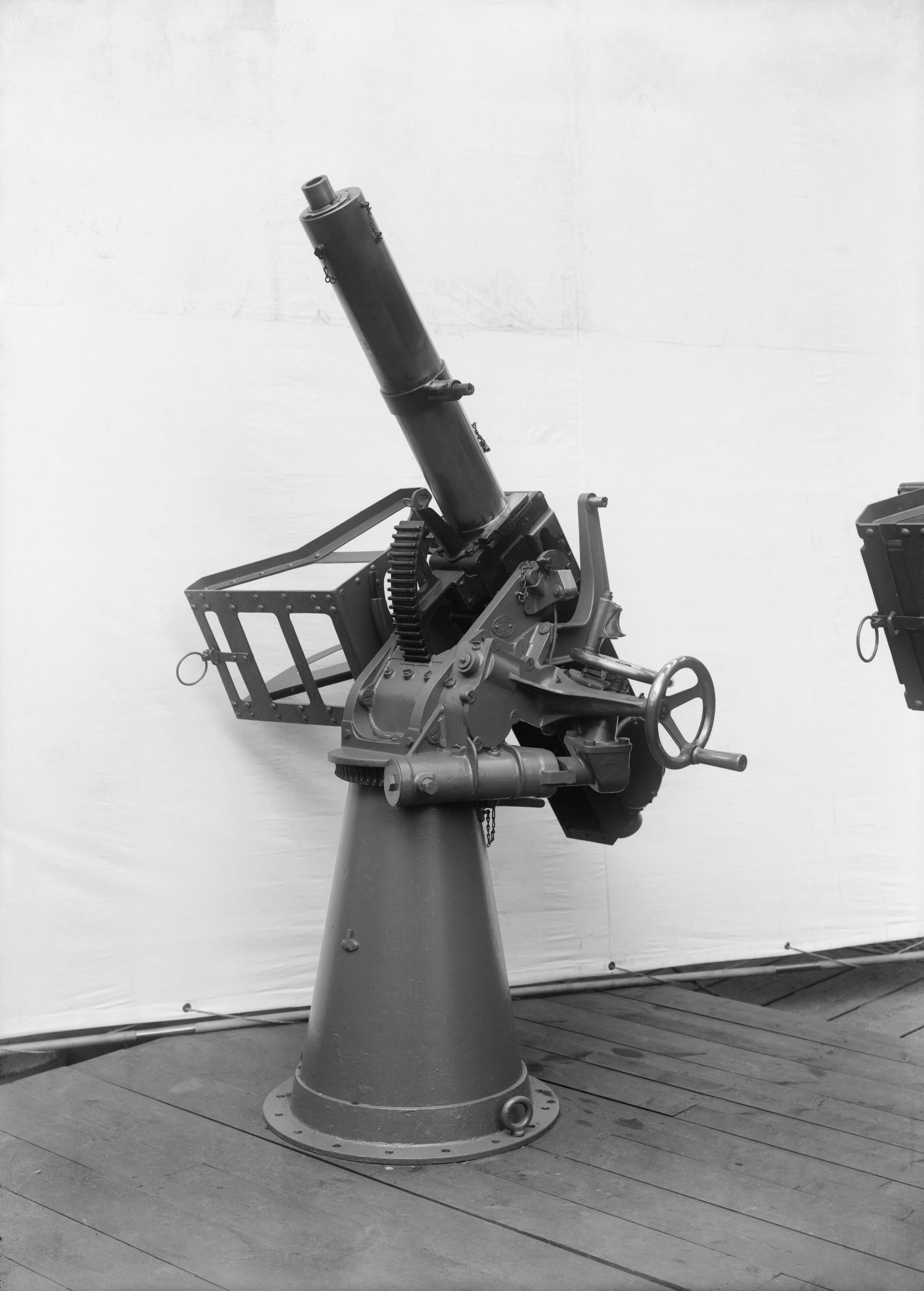
Britisches Flugabwehrgeschütz QF 2-Pfünder (Typ 91), ähnlich wie ihn die Kaiserlich Japanische Marine verwendete.

### Rumpf
Der Rumpf der Boote der Sokuten-Klasse, unterteilt in wasserdichte Abteilungen, war 75,53 Meter lang, 7,85 Meter breit und hatte bei einer Einsatzverdrängung von 762 Tonnen einen Tiefgang von 2,60 Metern.

### Antrieb
Der Antrieb erfolgte durch zwei MAN Mk.3 Modell 10 Dieselmotoren, mit denen eine Gesamtleistung von 3600 PS (2648 kW) erreicht wurde. Die Leistung wurde an zwei Wellen mit je einer Schraube abgegeben. Die Höchstgeschwindigkeit betrug 20 Knoten (37 km/h) und die maximale Fahrstrecke 2550 Seemeilen (4722 km) bei 14 Knoten, wofür 35 Tonnen Dieselkraftstoff gebunkert werden konnten.

### Bewaffnung
Bei Indienststellung der Klasse bzw. den ersten fünf Booten bestand die flugabwehrfähige Artillerie aus zwei 4-cm-Maschinenkanonen Typ 91 und zwei 13,2-mm-Maschinengewehren Typ 93. Die nachfolgenden Boote führten als Ersatz für die 4-cm-MKs ein 7,62-cm-Geschütz des Typ 3. Des Weiteren konnten 36 Wasserbomben und bis zu 120 Seeminen mitgeführt werden.
Bedingt durch die starken alliierten Luftstreitkräfte während des Pazifikkrieges kam es zu einer Verstärkung der leichten Flugabwehrbewaffnung, welche bei Kriegsende aus sechs 2,5-cm-Maschinenkanonen des Typ 96 bestand.

## Besatzung
Die Besatzung hatte eine Stärke von rund 100 Mann.